# Thormodus Torfæus
Thormodus Torfæus (Thormodr Torvesen ou Þormóður Torfason ; 1636-1719) est un historien islandais.

## Biographie
Né à Engey, il étudia à l'université de Copenhague, et vécut la plus grande partie de sa vie à Karmøy (Norvège). En 1667, il fut nommé par le roi Frédéric III de Danemark interprète pour les antiquités islandaises, et eut mission d'aller recueillir des manuscrits en Islande. À son retour en 1682, le roi Christian V le nomma historiographe du royaume du Danemark et de Norvège.
Il traduisit plusieurs œuvres islandaises en danois et fut l'auteur de ;
- Historia Vinlandiae Antiquae (1705) ;
- Grœnlandia Antiqua (1706) ;
- Historia Rerum Norvegicarum (quatre volumes, 1711), première histoire norvégienne depuis la Saga des rois de Norvège de Snorri Sturluson.

Torfæus est l'un des premiers auteurs à utiliser comme source les sagas en vieux norrois, et contribua ainsi à introduire cette littérature dans la culture européenne.